# Soap (cântec)
„Soap” este un cântec al interpretei americane Melanie Martinez, a fost lansat la data de 10 iulie 2015 ca cel de-al doilea extras pe single al albumului, Cry Baby împreună cu un videoclip muzical în aceeași zi.

## Videoclip
Videoclipul a fost lansat la data de 10 iulie 2015. A fost regizat de către Melanie și câțiva prieteni în cada unui hotel. Un alt videoclip al cântecului a fost lansat la data de 18 noiembrie 2015 ca un videoclip de dublă secvență împreună cu „Training Wheels”.

## Ordinea pieselor pe disc
| Nr.                                | Titlul     | Durată |
| ---------------------------------- | ---------- | ------ |
| Descărcare digitală                |            |        |
| 01.                                | „Soap” [A] | 3:29   |
| EP — 1 distribuit în întreaga lume |            |        |
| 01.                                | „Soap” [B] | 3:59   |
| 02.                                | „Soap” [C] | 3:07   |
| 03.                                | „Soap” [D] | 4:42   |
| 04.                                | „Soap” [E] | 6:38   |
| 05.                                | „Soap” [F] | 3:41   |
| 06.                                | „Soap” [G] | 4:48   |

Specificații
- A ^ Versiunea de pe albumul de proveniență, Cry Baby.
- B ^ Remix „Steve James”.
- C ^ Remix „Gladiator”.
- D ^ Remix „Stooki Sound”.
- E ^ Remix „Luxxury”.
- F ^ Remix „Sailors”.
- G ^ Remix „Jerome Price”.

## Datele lansărilor
| Țara                       | Data          | Casa de discuri | Format              | Referință |
| -------------------------- | ------------- | --------------- | ------------------- | --------- |
| Statele Unite ale Americii | 10 iulie 2015 | Atlantic        | Descărcare digitală | [ 4 ]     |
| Regatul Unit               | 10 iulie 2015 | Atlantic        | Descărcare digitală | [ 6 ]     |
| Australia                  | 10 iulie 2015 | Atlantic        | Descărcare digitală | [ 7 ]     |
| Japonia                    | 10 iulie 2015 | Atlantic        | Descărcare digitală | [ 8 ]     |